# Iglesia de Santiago (Madrid)
La iglesia de Santiago, oficialmente llamada Real Iglesia Parroquial de Santiago y San Juan Bautista, en Madrid, es un templo de culto católico de la capital española. Se trata de una iglesia de medianas dimensiones, situada en la calle de Santiago, 24, muy cerca del Palacio Real. El edificio actual data del siglo XIX, construido por el arquitecto Juan Antonio Cuervo para sustituir dos templos derribados durante el reinado de José Bonaparte, que quería con ello ensanchar la Plaza de Oriente. Esta iglesia se considera el punto de partida del Camino de Santiago de Madrid.

## Historia
La zona cercana al desaparecido Alcázar Real albergaba dos de las parroquias más antiguas de la ciudad de Madrid: la iglesia de San Juan Bautista y la de Santiago. Antonio Ponz, que vio ambos templos antes de que desapareciesen, los describe así en su Viaje de España:

[Sobre la parroquia de san Juan] Su tamaño y fábrica es igualmente pobre. En altar mayor hay tres estatuas de mediano mérito, y son san Juan, san Joaquín y san José. Don Felipe de Castro hizo las cabezas y las manos de la Nuestra Señora y el Niño Dios que están en el nicho del medio. En los dos altares colaterales hay dos pinturas de Carreño: una de san Juan bautizando a Cristo, y otra del convite de Herodes y Herodías, a quien presentan la cabeza del santo. De Claudio Coello es un cuadro de la sacristía de la Presentación de Nuestra Señora al Templo. No es mala la estatuita de san Juan sobre una puerta de la iglesia.
Viaje de España, Antonio Ponz

Es curioso que a pesar del conocimiento que demuestra tener Ponz sobre la pintura barroca madrileña, no mencione en absoluto el que Diego Velázquez fuese sepultado en esta iglesia, ni describa de hecho ningún monumento funerario de este templo como sí hace en otros.

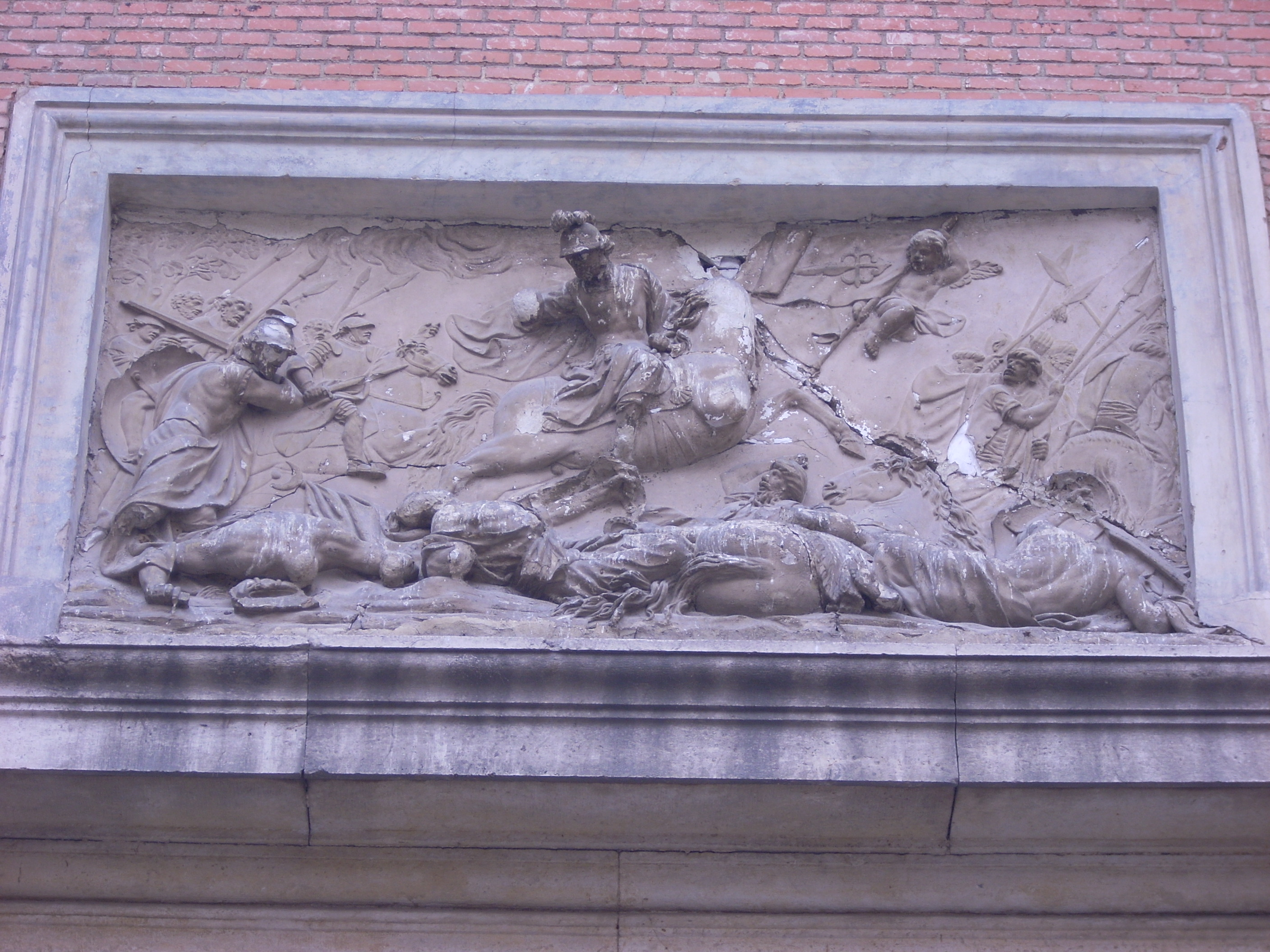
Relieve de la fachada principal, representando La batalla de Clavijo.

La parroquia de Santiago es descrita a continuación por el erudito en estos términos:

No es su fábrica mucho mejor que las antecedentes; pero hay hacia la plazuela una portadita arreglada con dos columnas dóricas, y en el frisco cruces de la Orden de Santiago, entre los triglifos. En el remate se ve al Santo a caballo en acto de pelear, escultura mezquina. El gran cuadro del altar mayor (...) es de lo mejor que hizo Francisco Rizi. No se goza bien por la mucha y mala talla que se le ha pegado al altar. En el colateral de la Epístola hay un san Francisco de Asís y un ángel de medio cuerpo, pinturas de Alonso Cano; y del mismo autor es otro ángel que está en el colateral del Evangelio.
Viaje de España, Antonio Ponz

De lo descrito, y teniendo en cuenta el contexto de acendrado gusto por el Neoclasicismo de Ponz presente en toda la obra, se desprende que los edificios eran sencillos y poco monumentales, conservando quizá parte de sus antiguas estructuras arquitectónicas; sin embargo, albergaban importantes obras de arte de autores reconocidos. Ambos edificios fueron derribados en 1810 por orden del rey José I, que quería tener a toda costa espacios diáfanos alrededor del Palacio Real.
Casi inmediatamente (1811) fue comenzado a edificar el templo actual, heredero de las dos parroquias desaparecidas. Aunque se hizo de nueva planta, fueron trasladadas al edificio muchas de las obras destacadas de las antiguas iglesias, aunque desgraciadamente se perdió la sepultura de Velázquez, enterrado en la desaparecida iglesia de san Juan.

## Descripción del edificio

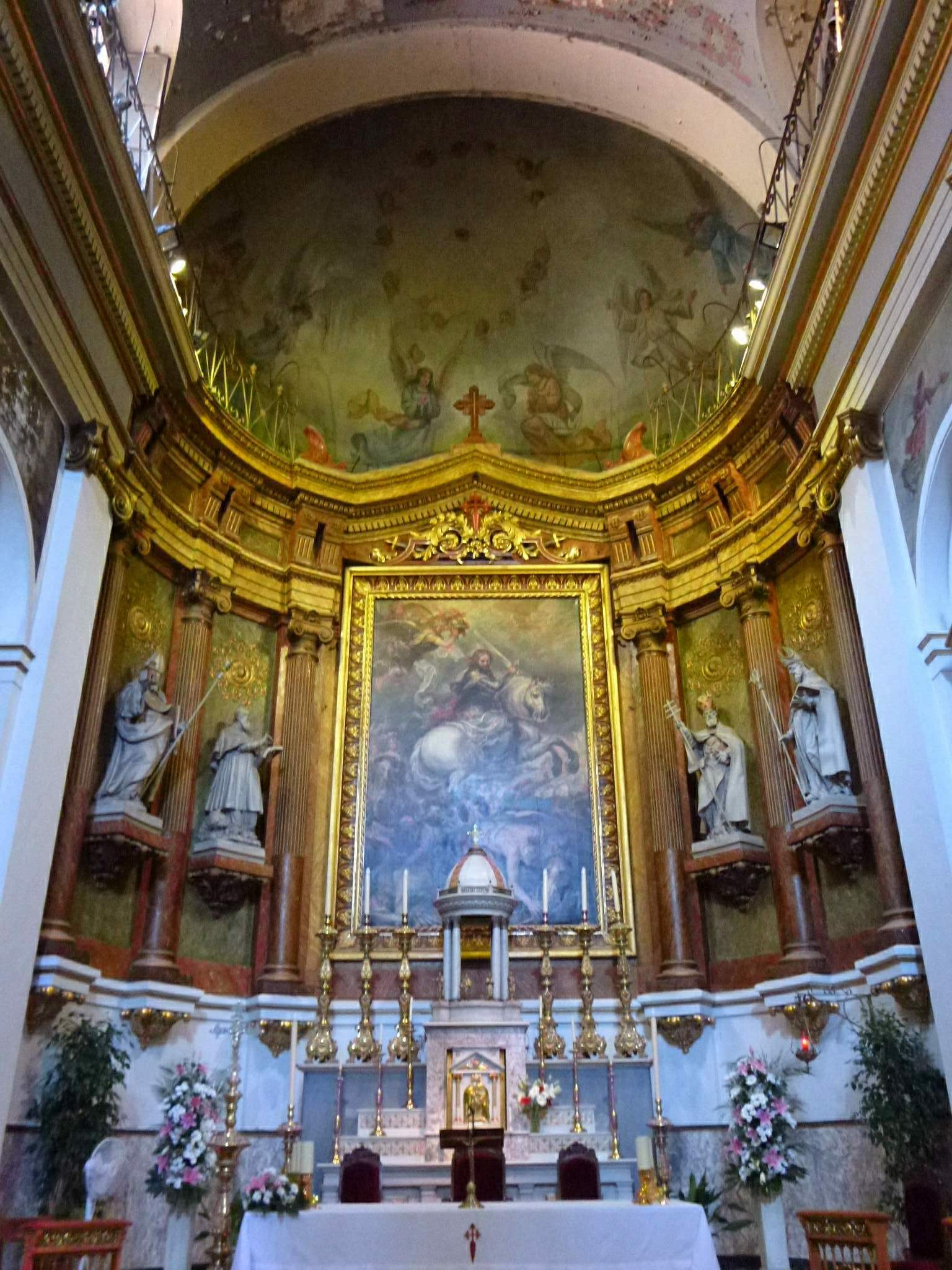
Vista del presbiterio, con el cuadro de Rizi Santiago en la batalla de Clavijo

Juan Antonio Cuervo, el arquitecto responsable de la obra, ideó el templo actual en austero estilo Neoclásico, construido en ladrillo y granito, materiales tradicionales en la arquitectura madrileña, con una gran cúpula central sin tambor. La fachada, muy plana, se anima por pilastas de orden toscano y un friso de triglifos, con una cornisa muy saliente; el cuerpo superior presenta un ventanal en arco que se trasdosa en el remate. Influjos herrerianos se perciben en los placados y los resaltes con almohadillado plano. En las ventanas del cuerpo inferior aparecen veneras y cruces de la Orden de Santiago.
El ingreso es una sencilla portada arquitrabada, rematada por un frontón recto con ménsulas. Un relieve rectangular representando a Santiago en la batalla de Clavijo corona el frontón.
El interior presenta planta de cruz griega irregular, con un gran espacio central coronado por la cúpula, y presbiterio semicircular. Sencillas pilastras de orden jónico dividen los espacios. El patrimonio mueble de la iglesia es interesante, por haber conservado algunas de las mejores obras de las dos iglesias precedentes. Destaca el altar mayor, con la pintura de Francisco Rizi representando a Santiago Matamoros. Como unánimemente señalan quienes han tratado del templo, es una de sus obras más señeras, y presidió también la antigua parroquia de Santiago. Destaca en la pintura el aire agitado, nervioso y casi volátil de las figuras, influjo quizá de Rubens.
Otras interesantes imágenes se exhiben en altares menores por toda la iglesia. Descuella un magnífico Bautismo de Cristo, gran cuadro de Juan Carreño de Miranda, situado a mano derecha del altar mayor, que puede ser identificado como el que describe Ponz en un colateral de la parroquia de san Juan Bautista. Es interesante también un San Juan niño, bella escultura barroca de escuela andaluza, atribuida a Pedro Roldán. Una Virgen de la Esperanza, de Francisco Bellver, con un gracioso trono de ángeles; la Virgen de la Vida de José Bellver; una imagen de la beata Mariana de Jesús (que fue bautizada en la antigua parroquia de Santiago), de Julián de San Martín; un san Juan Nepomuceno y una Virgen del Carmen, barroca, completan una valiosa colección escultórica.
En lo alto de los machones de la cúpula se contemplan varios cuadros, obras neoclásicas de Mariano Salvador Maella y Francisco Bayeu. La propia media naranja de la cúpula y las pechinas aparecen decoradas por interesantes frescos del siglo XIX. Por último, es reseñable la gran lámpara isabelina que preside el espacio central del templo.

## Camino de Santiago de Madrid y Camino de Uclés

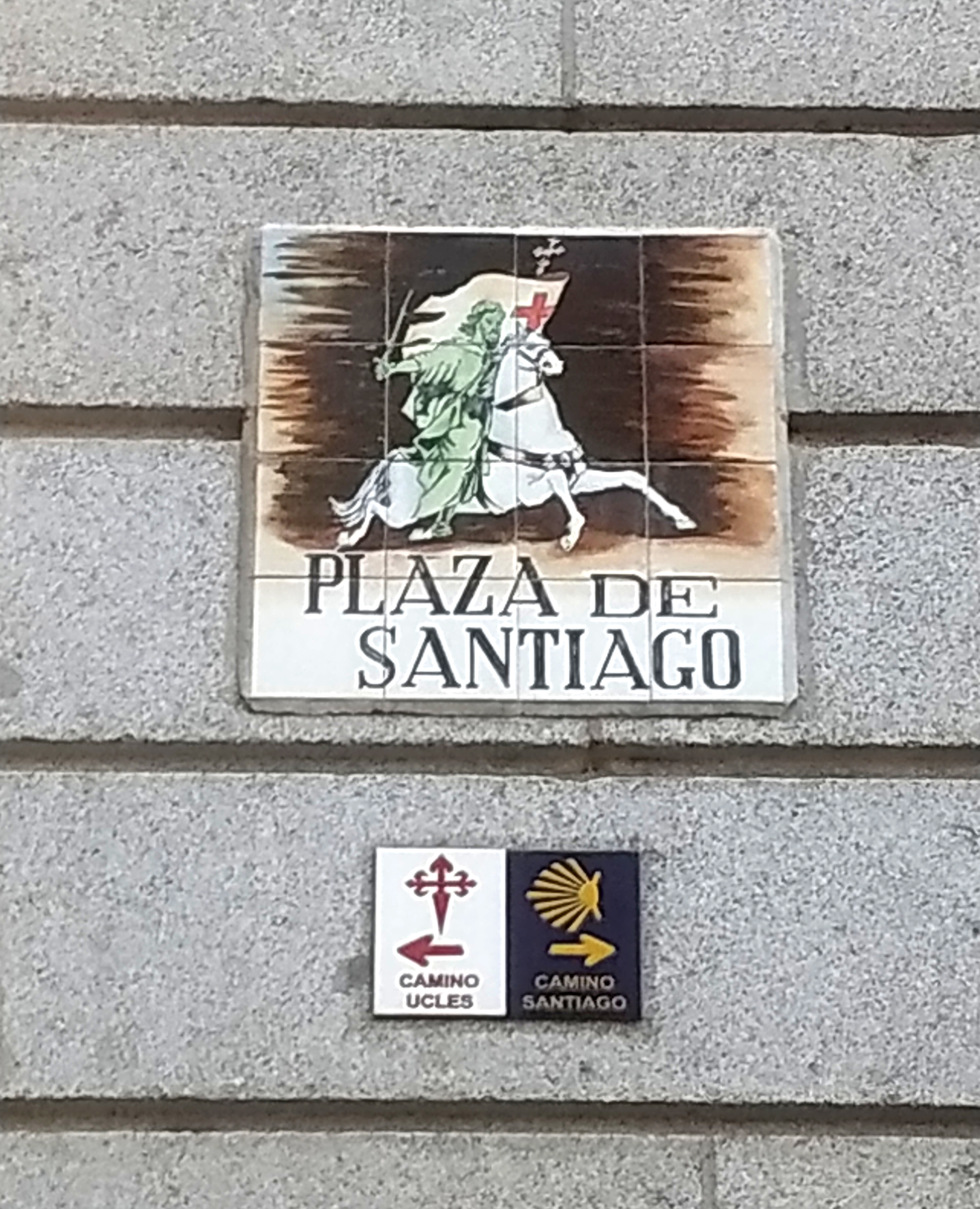
Inicio del Camino de Santiago de Madrid y el Camino de Uclés. Detalle de la fachada de la Iglesia de Santiago

Es la principal iglesia jacobea de la capital y en ella se inicia el Camino de Madrid. En su sacristía se facilita la credencial específica para este camino, y puede solicitarse la bendición del peregrino durante cualquiera de las misas que se celebran. También organizan una vez al mes un encuentro de peregrinos donde se hace entrega del documento conocido como Santiagueña Matritense (una Compostela del camino de Madrid) a los que hayan finalizado este camino.
Esta iglesia también es cabecera de otra ruta de peregrinación, el Camino de Uclés, que también está relacionada con el apóstol Santiago.